# Big Blues (Art Farmer/Jim Hall)
Big Blues è un album di Art Farmer con il chitarrista Jim Hall, pubblicato dalla CTI Records nel 1979.Il disco fu registrato il 2 e 3 febbraio del 1978 all'Electric Lady Studios di New York (Stati Uniti).

## Tracce
Lato A
1. Whisper Not – 8:45 (Benny Golson)
2. A Child Is Born – 7:39 (Thad Jones)

Lato B
1. Big Blues – 7:25 (Jim Hall)
2. Pavane for a Dead Princess – 10:53 (Maurice Ravel)

## Musicisti
- Art Farmer - flicorno
- Jim Hall - chitarra
- Mike Mainieri - vibrafono
- Mike Moore - contrabbasso
- Steve Gadd - batteria
- David Matthews - arrangiamenti